# George Daniel Schenkel
George Daniel Schenkel, conosciuto anche come Daniel Schenkel (Dägerlen, 21 dicembre 1813 – Heidelberg, 18 maggio 1885), è stato un teologo luterano svizzero che ebbe grande influenza nell'evoluzione in senso liberale del luteranesimo svizzero.
Insegnò a Basilea e a Heidelberg ponendosi in contrasto con i settori più conservatori del luteranesimo.
Tra le sue opere emerge Das Charakterbild Jesu (prima edizione: Wiesbaden, C. W. Kreidel, 1864). Fondò nel 1859 la rivista Allgemeine Kirchliche Zeitschrift e fu cofondatore della Protestantenverein (Francoforte sul Meno, 1863) società per il progresso e l'unione delle Chiese protestanti.

## Opere (lista parziale)
- Vier und zwanzig Predigten uber Grund und Viel unseres Glaubens : Erstes Bandchen Des Glaubens Grund, Zurich, Mener & Zeller, 1843
- Die protestantische Geistlichkeit und Deutschkatholiken : Eine Erwiederung auf die neueste Schrift von S. S. Servinus, Zurich, Mener und Zeller, 1846.
- Das wesen des evangelischen glaubens, Frankfurt a. M., H. L. Brönner, 1854.
- Die vermeintliche aggression der römisch-katholischen kirche, Regensburg, G. J. Manz, 1857.
- Die briefe and die Epheser, Philipper, Kolosser, Bielefeld, Velhagen und Klasing, 1862.
- Das Charakterbild Jesu, Wiesbaden, C. W. Kreidel, 1864.
- Die Protestantische Freiheit in ihrem gegenwärtigen Kampfe mit der kirchlichen Reaktion, Wiesbaden, 1865
- Friedrich Schleiermacher, Elberfeld, R. L. Friderichs, 1868.
- Bibel-Lexikon : Realwörterbuch zum Handgebrauch für Geistliche und Gemeindeglieder ..., Leipzig, F. A. Brockhaus, 1869-1875. Comprende:
  1. A und O-Dichtkunst, 1869.
  2. Didrachme-Heilig, Heilige, 1969.
  3. Heiligkeit (Gottes)-Kyrene, 1871.
  4. Laban-Prüfung, 1872.
  5. Psalmen-Zwillinge, 1875.
- Luther in Worms und in Wittenberg und die erneuerung der kirche in der gegenwart, Elberfeld, R. L. Friderichs, 1870.
- Das Christusbild der Apostel und der nachapostolischen Zeit, Leipzig , 1879.